# Distretto di Ifanadiana

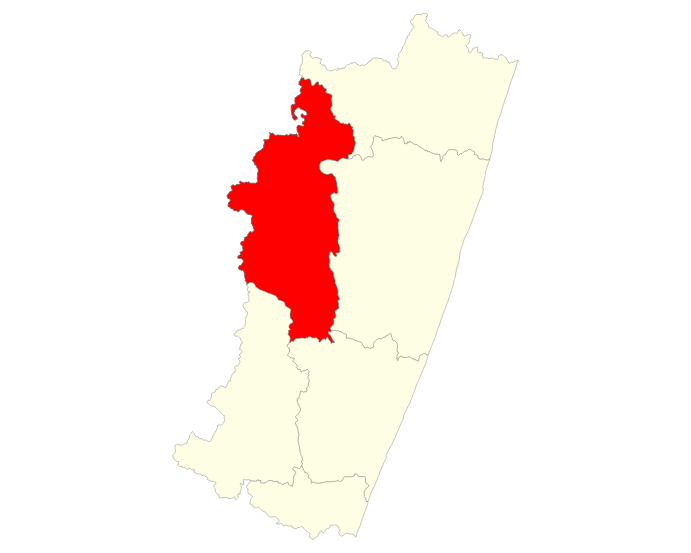

Il distretto di Ifanadiana è un distretto del Madagascar situato nella regione di Vatovavy-Fitovinany. Ha per capoluogo la città di Ifanadiana.
La popolazione del distretto è di 146 177 abitanti (censimento 2011).